# Chad Gulevich
Chad Gulevich (1974) è un ex sciatore alpino canadese.

## Biografia
Attivo negli anni 1990, Gulevich conquistò un podio in Coppa Europa, il 12 dicembre 1997 a Obereggen in supergigante (2º). Non debuttò in Coppa del Mondo né prese parte a rassegne olimpiche o iridate.

## Palmarès

### Coppa Europa
- 1 podio (dati dalla stagione 1994-1995):
  - 1 secondo posto